# Matibeye Geneviève
Pour les articles homonymes, voir Geneviève.
Matibeye Geneviève, née le 2 septembre 1987 à Doba, dans le sud du Tchad, est une chanteuse tchadienne, qui se produit parfois sous le nom de scène de Matibeye Dje Non Pah et de rossignol.

## Biographie

### Enfance et débuts
Membre d'une chorale à l'âge de 12 ans, puis choriste pour différents artistes, elle se fait connaître au grand public en 2015 lorsqu'elle participe au festival Darri, puis au NDjamVi Festival, à N'Djamena, où elle remporte le premier prix dans la catégorie World Music. En 2016, elle participe au Festival international des musiques bantoues à Yaoundé. 

### Carrière
En 2017, elle représente le Tchad aux Jeux de la Francophonie, à Abidjan.
En 2018 le rossignol, participe à la 14e édition du festival des musiques et des arts Nsangu Ndji-Ndji à Pointe-Noire, en République du Congo.
En 2022, elle donne un concert sur les planches de l'institut français du Tchad, avant la sortie son premier album de dix titres intitulé Nooh Pah, qu'elle a travaillé entre le Tchad et la France.
Lors de la 6e édition du salon international des voix de femmes en juin 2023, au Cameroun, Matibeye Geneviève gagne le prix Visa For Music introduit par l'organisation à cette édition. Elle ne manque pas de remercier la chanteuse Lornoar qui s'occupe de l'aspect création des musiques identitaires lors du salon. Elle ira presté  devant plus d'une cinquantaine de programmeurs et directeurs de festivals du monde lors de la 10e édition du festival de Visa For Music au Maroc en Afrique du Nord. Juste après la 6e édition du salon des voix de femmes, elle preste à la 7e édition festival Koura Gosso à Moundou au Tchad.

## Discographie

### Album
- 2022 : Nooh Pah.

### Singles
- 2017 : Vide.
- 2018 : Maman.
- Février 2021 : Façon Façon[9].
- Mai 2021 : Solidarité[10].

- Août 2021 : Kelou[11].

- 2021 :  Stopper[12].

## Prix et récompenses
- 2016 : Meilleur prix du festival Dari Award world music.
- 2016 : Premier prix du Festival N’Djam Vi.
- 2016 : Médaille du meilleur spectacle au Festi Bikutsi.
- 2023 : Prix visa for music[13].